# Flashback (Six Flags New England)
Flashback is een stalen boomerang achtbaan in Six Flags New England.
De achtbaan werd door Six Flags Kentucky Kingdom eind jaren tachtig gekocht van Star Lake, een chinees pretpark. De achtbaan werd in elkaar gezet in 1990 en kreeg de naam Vampire. Omdat Six Flags vond dat de achtbaan niet meer goed paste in Six Flags Kentucky Kingdom, werd de baan verplaatst naar Six Flags New England in 1999. Daar opende de achtbaan op 5 mei 2000 onder de nieuwe naam Flashback.
Gesloten achtbanen: Chang · Greezed Lightnin' · Roller Skater · T² · Thunder Run · Stormchaser

Eerder gesloten en weggehaald: Road Runner Express · Starchaser · Vampire